# Temnaspis purpureotinctus
Temnaspis purpureotinctus is een keversoort uit de familie halstandhaantjes (Megalopodidae). De wetenschappelijke naam van de soort werd in 2002 gepubliceerd door Medvedev.